# Victor Crémieu
Victor Crémieu (* 1872 in Avignon; † 1935) war ein französischer Physiker.
Crémieu studierte an der Sorbonne, wo er 1901 bei Gabriel Lippmann promoviert wurde. Bekannt wurde er durch die Wiederholung (in abgewandelter Form) des Experiments von Henry Rowland über magnetische Effekte einer rotierenden geladenen Scheibe. Er fand im Gegensatz zu Rowland keine solchen Effekte. Zuvor hatte er das Phänomen theoretisch untersucht (auf Anregung von Lippmann für seine Dissertation), konnte aber im Gegensatz zu Lorentz die Ableitung des Rowland-Effekts aus der Elektronentheorie nicht reproduzieren. Das wurde zum Beispiel von Henri Poincaré am Schluss seines Buches Wissenschaft und Hypothese 1902 erwähnt als Experiment, dass damals in Bezug auf die Elektronentheorie von Lorentz die Ruhe gründlich störte. Zeitweise korrespondierte er mit Poincaré.
Die Experimente von Crémieu wurden damals kontrovers diskutiert. Der führende englische Theoretiker der Elektrodynamik Joseph Larmor, der in Rowlands Experiment ein Beweis für den Teilchen-Charakter der Ladungsträger sah, regte H. L. Wilson an eine Kritik des Experiments zu schreiben. Poincaré wiederum griff auf Seiten von Crémieu in die Debatte ein. Allerdings sah Crémieu auch die Maxwellsche Theorie durch das Experiment widerlegt (Existenz von Verschiebungsströmen), was Poincaré nicht teilte. Auf Drängen von Poincaré nahmen auch andere Experimentalphysiker in Frankreich das Problem auf, mit unterschiedlichem Ergebnis. Rowland selbst regte in den USA Harold Pender an, sein Experiment mit höherer Präzision zu wiederholen, wobei er Rowland bestätigte. Schließlich organisierte Poincaré eine Wiederholung beider Experimente Seite an Seite im Labor von Edmond Bouty durch Pender und Crémieu. Dabei wurde Rowland bestätigt. Die negativen Ergebnisse von Crémieu wurden auf eine dielektrische Beschichtung auf Scheiben und Apparaturen zurückgeführt.
Später unternahm er Präzisionsexperimente zur Gravitationskraft, die aber inkonklusiv blieben, und arbeitete dann in der Industrie. Er war mit Paul Langevin befreundet.

## Schriften
Außer den in den Fußnoten erwähnten Schriften:
- mit L. Malclès: Recherches sur les diélectriques solides. Comptes rendus Acad. Sci., Band 139, 1904, S. 790–792, 969–972
- mit H. Pender: On the magnetic effect of electric convection. Philosophical Magazine, Band  6, 1903, S. 442–464
- Attraction observée entre gouttes liquides suspendues dans un liquide de même densité,  Comptes rendus Acad. Sci., Band 140, 1905, S. 80–83.
- Dispositif auto-amortisseur applicable aux mouvements pendulaire et oscillatoire. Comptes rendus Acad. Sci., Band 140, 1905, S. 1029–1031
- Recherches expérimentales sur la gravitation,  Bulletin des séances de la Société française de physique, 1905, S. 485–499.
- Recherches sur la gravitation. Comptes rendus Acad. Sci., Band 141, 1905, S. 653–655.
- Recherches sur la gravitation. Comptes rendus Acad. Sci., Band 143, 1906, S. 887–889
- Sur une erreur systématique qui limite la précision de l’expérience de Cavendish,  Comptes rendus Acad. Sci., Band 150, 1910, S. 863–866.